# Sicurezza sociale
La sicurezza sociale è un insieme di interventi e prestazioni somministrate dalle istituzioni pubbliche mirato a tutelare i cittadini dalle condizioni di bisogno e a coprire determinati rischi.

## Normativa internazionale
A livello mondiale è stabilito dall'articolo 22 della Dichiarazione universale dei diritti dell'uomo che afferma che un individuo, in quanto membro della società, ha diritto alla sicurezza sociale, nonché alla realizzazione, attraverso lo sforzo nazionale e la cooperazione internazionale e in rapporto con l'organizzazione e le risorse di ogni Stato, dei diritti economici, sociali e culturali indispensabili alla sua dignità ed al libero sviluppo della sua personalità. 

## Branche e discipline
Si articola in concreto in concetti e provvedimenti di:
- previdenza sociale;
- pubblica sicurezza;
- benessere.